# Horná Breznica
Horná Breznica (allemand : Oberbresnitz, hongrois : Felsőnyíresd) est un village de Slovaquie situé dans la région de Trenčín.

## Histoire
La première mention écrite du village date de 1388.

## Démographie

### Évolution de la population
| Année:               | 1994. | 2004.   | 2014.   | 2024.   |
| -------------------- | ----- | ------- | ------- | ------- |
| Nombre de personnes: | 461   | 451     | 475     | 497     |
| Différence:          |       | -2,16 % | +5,32 % | +4,63 % |

| Année:               | 2023. | 2024.   |
| -------------------- | ----- | ------- |
| Nombre de personnes: | 498   | 497     |
| Différence:          |       | -0,20 % |